# لوسرن
شهر لوسِرن (‎/ljuːˈsɜːrn/‎؛ آلمانی: Luzern [luˈtsɛrn] ()؛ فرانسوی: Lucerne‎ [lysɛʁn]؛ ایتالیایی: Lucerna [luˈtʃɛrna]؛ رومانش: Lucerna) در بخش لوتسرن در کانتون لوتسرن در کشور سوئیس واقع شده‌است که ۵۷٬۳۰۰ نفر جمعیت دارد. این شهر پایتخت کانتون لوتسرن می‌باشد و در بخش آلمانی زبان سوئیس واقع شده‌است.